# 딘 & 델루카

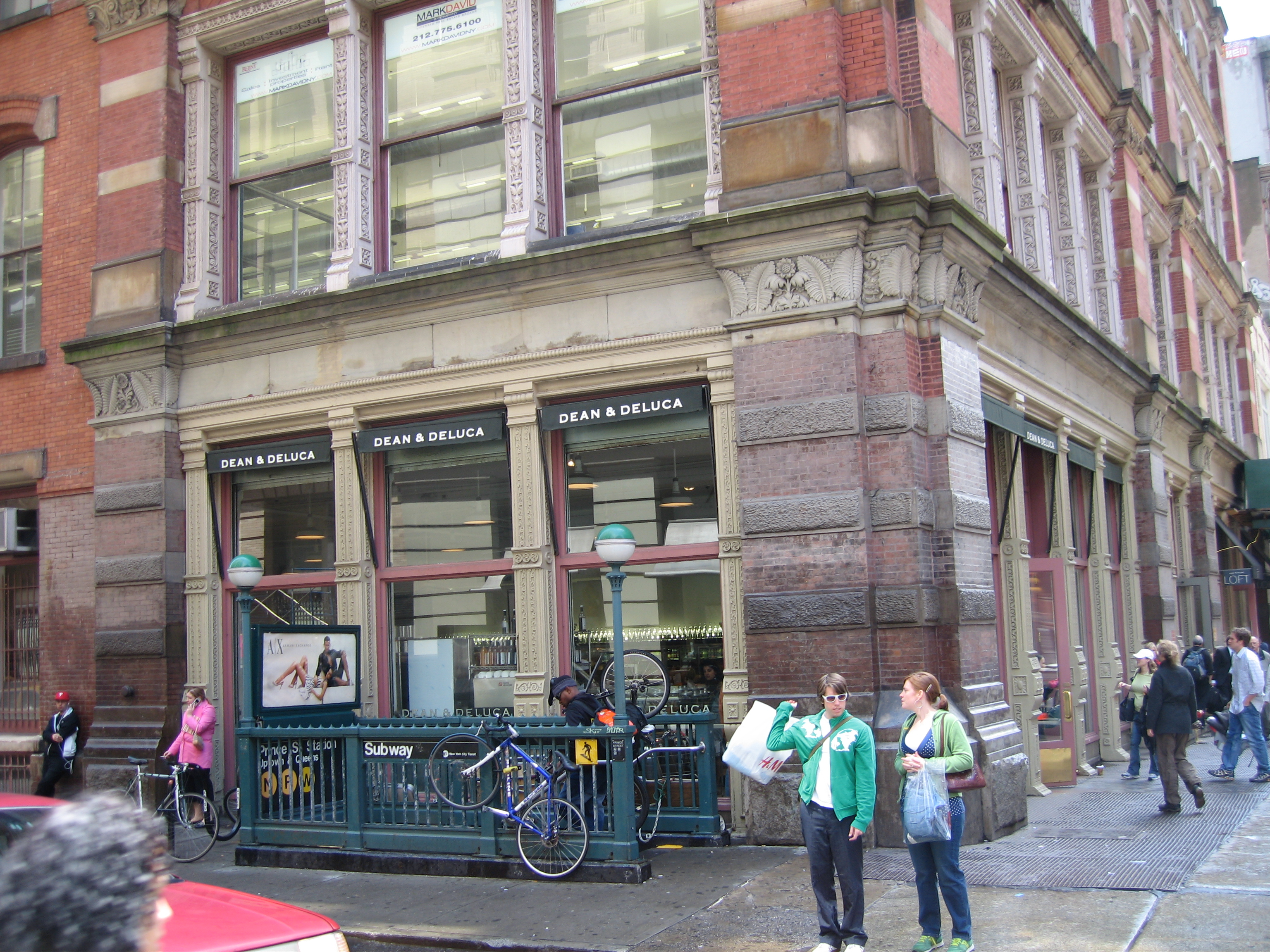
소호의 딘 & 델루카

딘 & 델루카(Dean & DeLuca)는 미국 뉴욕에 본사를 둔 식료품 체인점이다.